# ديفيد فاديم
ديفيد فاديم (بالإنجليزية: David Vadim)‏ هو ملاكم وممثل أمريكي (وحمل سابقاً جنسية الاتحاد السوفيتي)، ولد في 28 مارس 1972 بالاتحاد السوفيتي.

## أعمال

### أفلام
- (1996) فدية[1]
- (1997) اختطاف طائرة الرئيس[2][3][4]
- (2008)  منطقة حرب

### مسلسلات
- بيرسون أوف إنترست
- قانون ونظام[5]

## وصلات خارجية
- ديفيد فاديم على موقع IMDb (الإنجليزية)
- ديفيد فاديم على موقع ألو سيني (الفرنسية)
- ديفيد فاديم على موقع أول موفي (الإنجليزية)
- ديفيد فاديم على موقع قاعدة بيانات الأفلام السويدية (السويدية)
- ديفيد فاديم على موقع قاعدة بيانات الفيلم (الإنجليزية)
- ديفيد فاديم على موقع كينوبويسك (الروسية)